# Alaska y Dinarama
Alaska y Dinarama ist eine spanische Popgruppe mit den Sängern Alaska, Carlos Berlanga und Nacho Canut. Sie waren zwischen 1982 und 1989 innerhalb der movida madrileña aktiv und hinterlassen fünf Alben. Die Gruppe Fangoria geht teilweise aus ihr hervor.

## Geschichte
Den Mai 1983 prägt das Album Canciones profanas und die erste Tour als Dinarama + Alaska. Bernavente stirbt im selben Jahr bei einem Verkehrsunfall. Die zwei Singles Crisis und Perlas ensangrentadas erscheinen gleichzeitig. Unter den Fans gelten sie noch heute als herausragend, konnten aber den kommerziellen Erfolg, trotz gutem Anklang, von Bailando nicht reproduzieren. Die Konzentration liegt auf den zahllosen Konzerten. Die folgende Single Deja de bailar greift musikalische Elemente aus Bailando auf.
Die Rückkehr von Berlanga vom Wehrdienst bringt auch neues Material mit sich, von dem alle Beteiligten begeistert sind. Die Gruppe nimmt eine neue Version von Rey del Glam in Zusammenarbeit mit den Sängern Loquillo und Jaime Urrutia auf. Die Single wird ein kommerzieller Erfolg und verkauft sich etwa 40.000 Mal in Spanien. Bei ihrem Label Hispavox erspielen sie sich einen gewissen Vertrauensvorschuss für zukünftige Projekte.
Cómo pudiste hacerme esto a mí, die erste Single des Albums Deseo carnal wird im September veröffentlicht ein weiterer Verkaufshit bis in die Anfänge des Jahres 1985 hinein. Weltweit werden 1,5 Mio. Exemplare vertrieben. Währenddessen nimmt Alaska eine Rolle in der spanischen TV-Kultproduktion La bola de Cristal wahr. Die neue Single Ni tú ni nadie reproduziert entsprechende Erfolge.
Für den Sommer des Jahres ist eine groß angelegte Tour von über 100 Auftritten hauptsächlich in Spanien, jedoch auch im Ausland, vorgesehen. Zur Tour erscheint Un hombre de verdad auf dessen B-Seite eine Zusammenarbeit mit Latinos Unidos manifestiert ist. Im Winter schließt eine Tour durch Amerika an sowie die Komposition der Werke La Bola de Cristal: Abracadabra, Esclava del mal und No se ría, letzteres wird 1986 veröffentlicht.

## Diskografie

### Alben
- Canciones Profanas (1983)
- Deseo Carnal (1984)
- No es Pecado (1986)
- Diez, de (1987)
- Fan Fatal, de (1989)

### Singles
- Crisis (1983)
- Perlas ensangrentadas (1983)
- Deja de bailar (1983)
- Rey del Glam (1984)
- ¿Cómo pudiste hacerme esto a mí? (1984)
- Ni tú ni nadie (1984)
- Deseo carnal (Promo, 1984)
- Un hombre de verdad (1985)
- Esclava del mal (aus La Bola de cristal; 1985)
- A quién le importa (1986)
- La funcionaria asesina (1986)
- Un millón de hormigas (1986)
- Sólo creo lo que veo (1987)
- Bailando (1987)
- Sospechas (1987)
- Rey del Glam (1987)
- Mi novio es un zombi (1989)
- Quiero ser santa (1989)
- Descongélate (1989)
- La mosca muerta (Promo, 1989)
- Huracán Mexicano (Remix, 1993)